# Mark L. Prophet
Marcus Lyle "Mark" Prophet (24 de diciembre de 1918 - 26 de febrero de 1973) fue una figura controvertida religiosa de la Nueva Era estadounidense, autoproclamado profeta, orador y esposo de Elizabeth Prophet. Afirmó ser un Mensajero de los Maestros Ascendidos y fundó la organización The Summit Lighthouse el 7 de agosto de 1958 en Washington D. C.

## Vida personal
Marcus Lyle "Mark" Prophet nació el 24 de diciembre de 1918 en Chippewa Falls, Wisconsin. Con su esposa Phyllis Margaret Lee tuvo cinco hijos. En 1960, conoció a Elizabeth Clare Prophet (nacida Wulf), con quien se casó en 1962 después de divorciarse de su primera esposa. Mark y Elizabeth Prophet tuvieron cuatro hijos.

## Muerte
Prophet murió de un derrame cerebral el 26 de febrero de 1973 en Colorado Springs, Colorado. A su muerte, su viuda Elizabeth asumió el liderazgo de la organización, cambiando su nombre a Iglesia Universal y Triunfante en 1975, y construyó la nueva iglesia en un movimiento mundial que continúa hasta el día de hoy.

## Transición a un maestro ascendido
A su muerte, Elizabeth Prophet enseñó que se convirtió en un Maestro Ascendido conocido como el Maestro Ascendido Lanello (el nombre proviene de la combinación de dos de los nombres de sus muchas encarnaciones anteriores, Sir Launcelot y Henry Wadsworth Longfellow).
Los adherentes a la Iglesia Universal y Triunfante y otros grupos de enseñanza de Maestros Ascendidos creen que el Maestro Lanello fue previamente  encarnado como un sumo sacerdote en el Templo de la  Logos Solar en  Atlántida; Noé; Ikhnaton; Esopo; Marcos el evangelista; Orígenes; Sir Launcelot; Bodhidharma, fundador del Budismo Zen; Clovis I, primer rey de Francia; Saladino; S t. Buenaventura; Luis XIV; Henry Wadsworth Longfellow; y Alexei Nikolaevich, zarevich de Rusia.

## Trabajos
- The Masters and Their Retreats (by Mark L. Prophet, Elizabeth Clare Prophet, Booth Annice (Editor)[8]
- Lords of the Seven Rays: Seven Masters: Their Past Lives and Keys to Our Future (by Mark L. Prophet and Elizabeth Clare Prophet)[9]
- Saint Germain on Alchemy (by Mark L. Prophet and Elizabeth Clare Prophet)[10]